# How Do You Talk to an Angel
How Do You Talk to an Angel ist ein Lied von James Walters aus dem Jahr 1992, das von Barry Coffing, Steve und Stephanie Tyrell geschrieben wurde. Es ist die Titelmelodie der Serie The Heights – Rockin’ Friends.

## Geschichte
Vom Text her ist How Do You Talk to an Angel als Liebeslied zu verstehen. Die Veröffentlichung war am 5. November 1992, in den Vereinigten Staaten wurde die Popballade ein Nummer-eins-Hit und das eine Woche vor Absetzung der Serie The Heights – Rockin’ Friends. Bei der Primetime-Emmy-Verleihung 1993 wurde das Lied nominiert in der Kategorie Outstanding Individual Achievement in Music and Lyrics, verlor aber gegen Sorry I asked von Liza Minnelli.

## Musikvideo
Das Musikvideo wechselt zwischen Farbe und Schwarzweißfotografie, dabei verfolgt es keine durchgehende Handlung. Es sind Aufnahmeszenen der Darsteller aus The Heights – Rockin’ Friends und deren Unternehmungen in einer Stadtkulisse zu sehen.

## Chartplatzierungen
| ChartsChartplatzierungen       | Höchstplatzierung | Wochen |
| ------------------------------ | ----------------- | ------ |
| Deutschland (GfK)              | 47 (21 Wo.)       | 21     |
| Vereinigte Staaten (Billboard) | 1 (20 Wo.)        | 20     |

| ChartsJahrescharts (1992)      | Platzierung |
| ------------------------------ | ----------- |
| Vereinigte Staaten (Billboard) | 59          |

## Coverversionen
- 2000: Wayne Wade